# Entreprise
En entreprise er en aftale mellem en bygherre og en entreprenør eller håndværker om opførsel af bygninger og/eller anlæg til en aftalt pris.

## Typer af entrepriser
Der findes forskellige former for entrepriser, som opdeles i henholdsvis fagentreprise, hovedentreprise eller totalentreprise.
Fagentreprise: Bygherren står for planlægningen af projektet og står derefter for både tilsyn og styring af hele byggesagen samt de forskellige fagentreprenører (murere, tømrere, snedkere, malere etc.). Bygherren indgår særskilte aftaler med håndværkere eller entreprenører inden for de enkelte fagområder. Fagentreprenørerne har udelukkende ansvar for at udføre den del af projektet, som deres fagentreprise omfatter.
Hovedentreprise: Bygherren står for planlægningen af projektet og hovedentreprenøren for dets udførelse. Bygherren vælger således at begrænse antallet af kontrakter og indgår blot én aftale, om den samlede udførelse af alle fag. Hovedentreprenøren er således ansvarlig for hele udførelsen af projektet.
Totalentreprise: Totalentreprenøren står både for projektets planlægning (projektering) og dets udførelse. Totalentreprenøren står således for alle dele af projektet fra dets start til det er færdigt.

## Regulering af entrepriser
Entrepriser er reguleret af såkaldte ”almindelige betingelser” (eller forkortet AB). Der er ikke tale om love, men om aftalte fællesvilkår. Betingelserne er således kun gældende, hvis de er aftalt for den konkrete entreprise. Fravigelse af betingelserne gælder kun, når det tydeligt og udtrykkeligt angives i aftalen, på hvilke punkter fravigelse skal ske.
Almindelige betingelser for fag- og hovedentrepriser er beskrevet i AB 92 og AB 18. For totalentrepriser findes særskilte regler, der er beskrevet i ABT 93 og ABT 18.
AB 92 blev udfærdiget af Boligministeriet 10. december 1992. De angivne standardaftalevilkår kunne anvendes til at regulere aftaleforholdet mellem bygherre og entreprenør i en fag- eller hovedentreprise.
AB 92 er sidenhen blevet revideret og er nu erstattet af AB 18, der blev udfærdiget af Boligministeriet 10. august 2018. AB 18 er et såkaldt "agreed document", et juridisk regelsæt, der er resultatet af en forhandling mellem repræsentanter for interessenter med forskellige interesser.
Følgende interessenter deltog i udvalgsarbejdet, der ledte til AB 18: BL Danmarks Almene Boliger, Bygherreforeningen, Bygningsstyrelsen, Danske Arkitektvirksomheder, Dansk Byggeri, Danske Regioner, Dansk Industri, Foreningen af Rådgivende Ingeniører, Kommunernes Landsforening, Kooperationen, SMVdanmark (tidl. Håndværksrådet), TEKNIQ, Vejdirektoratet samt Voldgiftsnævnet for bygge- og anlægsvirksomhed.